# گورنو سپانچوو
گورنو سپانچوو (به بلغاری: Gorno Spanchevo) یک منطقهٔ مسکونی در بلغارستان است که در ساندانسکی واقع شده‌است.